# Hohe Derst
Die Hohe Derst ist ein 561 m ü. NHN hoher Berg im Pfälzerwald. Sie ist Bestandteil des Wasgau und die höchste Erhebung des Mundatwaldes.

## Geographische Lage
Die Hohe Derst befindet sich auf der Gemarkung der Ortsgemeinden Böllenborn und Oberotterbach oberhalb des Weilers Reisdorf, fünf Kilometer südwestlich der Stadt Bad Bergzabern. Um den Berg führt die Landesstraße 492 herum, an der ein Wanderparkplatz liegt.

## Geschichte
Die Hohe Derst war 1945 im Zweiten Weltkrieg hart umkämpft.
Der Berg markiert den äußersten nördlichen Eckpunkt des von 1946 bis 1986 unter französischer Verwaltung stehenden Gebiets des Oberen Mundatwalds.

## Bauwerke
Auf dem Gipfel der Hohen Derst steht ein militärisch genutzter Richtfunkturm. Dieser wurde zunächst von der NATO verwendet, nach dem Ende des Kalten Kriegs aufgegeben und wird heute von einem Mobilfunkanbieter sowie BOS weiter genutzt.
Nur wenig unterhalb des Gipfels befindet sich eine Sendeanlage des Südwestrundfunks, der früher große Teile der Südpfalz und des Wasgau mit analogem Fernsehen versorgte und mit der Umstellung auf DVB-T abgeschaltet wurde. Geplant waren hier zudem Rundfunksender, um dieses Gebiet mit den rheinland-pfälzischen Programmen SWR1 Rheinland-Pfalz und SWR4 Rheinland-Pfalz zu versorgen, die ansonsten in der Region nicht empfangbar sind, dazu kam es aber nicht.
Ab 2023 wird von diesem Standort das DAB-Ensemble SWR RP ausgestrahlt.

## Tourismus
Auf die Hohe Derst führen vom Pfälzerwald-Verein markierte Wanderwege u. a. von Böllenborn, Dörrenbach, Oberotterbach, Schweigen-Rechtenbach und Sankt Germanshof.
Der Gipfel wird durch den Ritterstein Nr. 301 markiert.
Seit 6. Juni 2020 steht auch ein Gedenkstein auf dem Gipfel, der an die Minenexplosion vom 18. April 1948 erinnern soll. Damals kamen zwei Menschen ums Leben.
Knapp einen Kilometer südlich des Bergs liegt die Ruine der Burg Guttenberg.